# Podstarości
Podstarości, wicestarosta (łac. vicecapitaneus) – urząd ziemski I Rzeczypospolitej w Wielkim Księstwie Litewskim.
W Koronie był urzędem grodzkim. 
Podstarości był zastępcą i namiestnikiem starosty, przez niego dobieranym i zaprzysięganym. Posiadał pełnię władzy starosty i mógł go zastępować w sądzie grodzkim. Jako urzędnik sądowy orzekał w niemal wszystkich sądach grodzkich. W XV w. wyjątek stanowiły sądy grodzkie z terenu Wielkopolski, gdyż tam sądowe funkcje zastępcy starosty pełnili burgrabiowie i wiceburgrabiowie. W XV w. w sądach ziemi sieradzkiej i łęczyckiej podstarości nazywany był sędzią komisarskim. Przyjmuje się, że o ile starosta mógł sam orzekać, o tyle podstarości wymagał asysty sędziego.
Zastępców starosty generalnego, któremu podlegało kilka powiatów, nazywano surrogatorami.